# Phytocoris tiliae
Phytocoris tiliae, auch Linden-Laubweichwanze genannt, ist eine Wanzenart aus der Familie der Weichwanzen (Miridae).

## Merkmale
Die Wanzen werden 6,0 bis 6,9 Millimeter lang. Die Arten der Gattung Phytocoris sind auf Grund ihrer langen Schenkel (Femora) der Hinterbeine und dem langen ersten Fühlerglied erkennbar. Nur Miridius quadrivirgatus besitzt diese Merkmale ebenfalls. Phytocoris tiliae hat eine silbergraue bis limettengrüne Grundfarbe. Die Wanzenart ist auffällig gräulich grün gemustert und trägt eine charakteristische schwarze Musterung auf den Hemielytren. Die schwarze Färbung am Pronotum befindet sich an den Seiten und häufig auch am hinteren Teil. Sie ist jedoch immer klar abgegrenzt. Sowohl die Männchen, als auch die Weibchen sind adult voll geflügelt (makropter).

## Vorkommen und Lebensraum
Die Art ist fast in ganz Europa verbreitet und fehlt nur im hohen Norden. Sie kommt auch im westlichen Nordafrika vor. Die Verbreitung erstreckt sich im Osten bis in den Kaukasus. Sie wurde durch den Menschen in Nordamerika eingeschleppt. In Mitteleuropa ist sie weit verbreitet und häufig.

## Lebensweise
Die Wanzen leben an Laubgehölzen, bevorzugt an Linden (Tilia), aber auch an Eichen (Quercus), Haseln (Corylus), Pappeln (Populus), Weißdornen (Crataegus), Mehlbeeren (Sorbus), Buchen (Fagus), Äpfeln (Malus), Ahornen (Acer), Eschen (Fraxinus), Weiden (Salix) und vielen anderen Arten. Sowohl die Nymphen, als auch die adulten Wanzen sitzen am Stamm und auch an dünnen Ästen und den Blättern im Kronenbereich der Pflanzen. Die Nymphen treten ab Mai, die adulten Wanzen von Ende Juni bis Oktober, manchmal auch bis Mitte November auf. Pro Jahr wird eine Generation ausgebildet. Die Weibchen stechen ihre Eier in die jungen Triebe der Wirtsbäume ein.

## Belege